# Sainte-Catherine (Passo di Calais)
Sainte-Catherine è un comune francese di 3 510 abitanti situato nel dipartimento del Passo di Calais nella regione del Nord-Passo di Calais.

## Società

### Evoluzione demografica
Abitanti censiti